# Michael Kempermann
Michael Kempermann (* 6. Februar 1944) ist ein deutscher Jurist und ehemaliger Richter am Bundesfinanzhof.

## Leben
Michael Kempermann trat nach dem Studium der Rechtswissenschaft und dem Abschluss des Referendariats 1974 in den höheren Dienst der Finanzverwaltung des Landes Nordrhein-Westfalen ein. Er promovierte 1974 an der Universität Bonn. Im Dezember 1978 wechselte er auf den Posten eines Richters am Finanzgericht Düsseldorf und ging Mitte des Jahres 1980 an das Finanzgericht Köln. Am 8. Juni 1989 wurde er zum Richter am Bundesfinanzhof ernannt. Kempermann gehörte dem IV. Senat des Gerichtes an, der für gewerbliche Personengesellschaften, land- und forstwirtschaftliche Einkünfte zuständig ist und lange Jahre auch für Einkünfte aus selbständiger Arbeit zuständig war. Ab 2006 wurde er stellvertretender Vorsitzender des IV. Senates und war mehrere Jahre Mitglied im Großen Senats und des Präsidialrats des Bundesfinanzhofes. Ende Februar 2009 trat Michael Kempermann in den Ruhestand.
Neben seiner richterlichen Tätigkeit befasste er sich auch wissenschaftlich mit dem Steuerrecht. Er ist Mitherausgeber eines Standardkommentars zum Doppelbesteuerungsabkommen zwischen Deutschland und der Schweiz, Mitautor in einem Standardkommentar zum Einkommensteuergesetz und Autor zahlreicher steuerrechtlicher Veröffentlichungen in Fachzeitschriften.
Er ist Mitglied der katholischen Studentenverbindungen KStV Flamberg Bonn und KAV Baltia Kiel im KV.

## Einzelnachweis
1. ↑  Kartellverband katholischer deutscher Studentenvereine: KV Jahrbuch - Die Mitglieder und die Angehörigen des KV und des ÖKV 2010, Marl 2010, S. 362.

| Personendaten    | Personendaten                                              |
| ---------------- | ---------------------------------------------------------- |
| NAME             | Kempermann, Michael                                        |
| KURZBESCHREIBUNG | deutscher Jurist und ehemaliger Richter am Bundesfinanzhof |
| GEBURTSDATUM     | 6. Februar 1944                                            |